# 瓦瑟特吕丁根
瓦瑟特吕丁根（德語：Wassertrüdingen，發音：[vasɐˈtʁyːdɪŋən] ⓘ）是德国巴伐利亚州中弗兰肯行政区安斯巴赫县的城市，面积68.12平方千米，2023年12月31日人口为6,427人。

## 友好城市
- 法國 贝拉克